# Henriette Tilly
Henriette Tilly, née au XIXe siècle et morte au XXe siècle, est une couturière, militante anarchiste et anarcho-syndicaliste française. Proche des cercles syndicalistes révolutionnaires, elle devient la trésorière ou la présidente du Comité féminin, l'organisation anarcha-féministe la plus conséquente de Paris au début des années 1910.
Par ailleurs, elle est connue pour avoir largement influencé la coopérative anarchiste Le Cinéma du Peuple, qu'elle participe à fonder, dans la considération de thèmes féministes. Son influence permet la réalisation du premier film féministe de l'histoire, Les Misères de l'aiguille.

## Biographie
Henriette Tilly est couturière à Paris où elle réside, au 46 avenue d'Allemagne,. Son compagnon est Maxime Masson,, un autre libertaire de la période, qui organise le milieu anarchiste du 15e arrondissement. La libertaire est en lien avec les syndicalistes révolutionnaires. Elle échange notamment plusieurs lettres avec Pierre Monatte, dont elle semble proche.
En 1913, Tilly participe d'abord à la communauté libertaire du milieu libre de la Pie, surnommé le Phalanstère de saint Maur. Puis, aux côtés de Madeleine Pelletier, elle rejoint le Groupe des mille communistes. Enfin, elle succède à Jane Morand comme trésorière ou présidente du Comité féminin, le groupe féministe et révolutionnaire le plus important de Paris à cette période, qui suit une ligne anarchiste.
En octobre 1913, Henriette Tilly fonde Le Cinéma du Peuple avec d'autres anarchistes,. Cette coopérative se consacre à la production de films libertaires, et elle semble être particulièrement influente dans l'orientation féministe et anarcha-féministe que prend la coopérative dès le départ,. Cette poussée féministe se concrétise par le tournage du premier film féministe de l'histoire, Les Misères de l'aiguille,.
Elle s'oppose à l'entrée en guerre de la France, pendant la Première Guerre mondiale, et s'oppose à cette guerre. Tilly écrit à Pierre Monatte en 1914 pour le féliciter d'avoir démissionné de son poste dans ce contexte,.

## Liens
- Ressource relative à la vie publique :   - Maitron